# 마시타정
마시타정(일본어: 味舌町)은 일본 오사카부 미시마군에 설치되었던 정이다. 현재의 셋쓰시에 해당한다.

## 역사
- 1889년 4월 1일 - 정촌제 시행에 의해 시마시모군 마시타촌이 성립하였다.
- 1896년 4월 1일 - 미시마군이 성립해, 소속이 변경되었다.
- 1950년 4월 1일 - 정으로 승격해 마시타정이 되었다.
- 1956년 9월 30일 - 아지후촌, 도리카이촌과 합병해 미시마정이 되었다.

## 교통

### 철도
도카이도 본선이 정에 통과하고 있으며, 인접한 미야케촌에 센리오카 역이 설치되어 있다. 또한 게이한 간을 연결하는 한큐 교토 본선이 지나고 있으며, 정내에 쇼자쿠역이 설치되어 있다.
또한 시로 승격된 뒤에도 2010년에는 한큐 교토 본선 쇼자쿠역 - 미나미이바라키역 사이에 셋쓰시역이 개업했다. 
현재의 도카이도 본선이 완공된 1876년 당시에는 3km 떨어진 스이타역이나 4km 떨어진 이바라키역을 이용해야 했기 때문에 마시타무라에 미치는 영향은 거의 없었다.1923년에 개설된 스이타 조차장은 마시타촌에 걸쳐 있어 그 넓은 부지가 마시타촌을 가로막고 있다. 부지로 인해 촌 지역은 분단되었다.
촌내에 처음으로 역이 설치된 것은 1928년이다. 신케이한철도의 텐진바시역 - 다카쓰키초역 간 개통과 동시에 쇼자쿠역과 차량 정비 공장(현 한큐전철 쇼자쿠 공장)이 설치되었다. 이를 계기로 역 주변에 주택과 점포가 건설되어 인구가 증가하였다. 또한, 신케이한 철도는 1930년에 모회사에 합병되어 노선은 게이한전철 신교한선이 되었다. 또한 육상교통사업조정법에 따라 1943년 게이한신급행전철 신교한선, 태평양전쟁 후 1949년 게이한전철의 분리에 따라 게이한신급행전철 교토선으로 변천했다.
1938년에 도카이도 본선 이바라키역-부키타역 사이에 센리오카 역이 새로 개설되었다. 이 역은 미야케촌 오아자 코쓰보이(小坪井)에 있는데, 마시타촌과의 경계에 가까워 마을 발전에 큰 영향을 미쳤다. 이 기차역과 1936년에 개통된 산업도로(현재의 주요 지방도 오사카 다카츠키 교토선)를 기반으로 1939년 이후 광대한 토지를 필요로 하는 오사카의 군수공장을 중심으로 마을 내 공장 진출이 잇따랐다. 이에 따라 역과 공장 주변을 중심으로 택지화가 진행되어 인구가 증가했다. 전후에는 역 앞 상가가 발전하여 역 주변의 도시화가 진행되었고[24], 1947년에는 위치는 스이타시이지만, 쇼자쿠역 근처에 도카이도 본선 기시베역이 개설되었다.

### 도로
합병 후 1966년 3월, 구 시가지 최동부를 관통하는 주요 지방도인 오사카 중앙 순환선이 개통되었다. 그 후 병행하여 긴키 자동차도(1970년 개통)와 오사카 모노레일 본선(1997년 카도마시 연장)이 정비되고 있다.

## 참고문헌
- 『味舌町誌』味舌町役場、1953年。NDLJP:2985380。
- 摂津市史編さん委員会 編『摂津市史』摂津市役所、1977年3月31日。NDLJP:9573794。
- 角川日本地名大辞典 27 大阪府